# Robert Liard
Pour les articles homonymes, voir Liard.
Robert Liard, né le 13 décembre 1911 à La Louvière et mort en 1988 à Liège, est un peintre, aquarelliste et graveur belge.

## Biographie
Robert Liard naît en 1911 à La Louvière. Il passe son enfance à Paris, puis revient à La Louvière où il commence à peindre tout jeune et reçoit les conseils de Louis Buisseret et Léon Devos,,. Il suit également les cours de dessin dispensés par Fernand Liénaux à La Louvière. Par après il étudie à l'Académie royale des beaux-arts de Liège,,, et se lie d'amitié avec le peintre Joseph Zabeau.
Il participe aux salons Apports en 1941 et en 1943, de même qu'aux salons de la Société belge des peintres de la mer, dont il est membre. De 1942 à 1949 il vit à Céroux-Mousty. Il est cofondateur en 1949 du groupe d'art "10 Pointes et Brosses" avec José Delhaye, Georges Comhaire, Jean Donnay, Flory Roland, Jean Debattice, Albert Lemaître, Marceau Gillard, Edgar Scauflaire et Joseph Zabeau. De 1949 à 1977 il enseigne la peinture à l'Académie royale des beaux-arts de Liège,,.
Robert Liard meurt en 1988 à Liège,,,.